# Probucol
Probucol é um fármaco utilizado como um agente hipolipidémico, desenvolvido inicialmente para o tratamento da doença arterial coronariana.